# マンハッタンラブストーリー
『マンハッタンラブストーリー』は、2003年10月9日から12月18日まで毎週木曜日22:00 - 22:54に、TBS系「木曜10時」枠で放送されたテレビドラマ。主演は松岡昌宏。
『池袋ウエストゲートパーク』・『木更津キャッツアイ』に続く、宮藤官九郎脚本 + 磯山晶プロデュース作品。

## 概要
宮藤官九郎が手掛ける初のラブ・ストーリー。
テレビ局の近くで営業する喫茶店「マンハッタン」を舞台に、店長と店員や常連客たちが繰り広げる片思いの連鎖。
最初の恋愛相関図はA→B→C→D→E→Fと連鎖していくが……。
第39回ザテレビジョンドラマアカデミー賞最優秀作品賞を受賞した。平均視聴率が1桁台の作品が選ばれるのは同賞始まって以来、初となった。

## あらすじ
「純喫茶マンハッタン」で繰り広げられるドタバタラブコメディー。

## キャスト
マンハッタンの店長
演 - 松岡昌宏（TOKIO）
「純喫茶マンハッタン」の店長。店長と呼ばれているが本当は「マスター」と呼ばれたいと思っている。よく手に持っているコーヒーカップなどを握り割ってしまう。本名の頭文字は"H"であり恋愛相関図の最後に位置する。
店のコーヒーに絶対的な自信を持ち、マンハッタンを成熟した大人が集う「都会の隠れ家」にしたいと思っているので、傍若無人でコーヒーの味が判らないテレビ局関係の客を毛嫌いしていた。なぜか赤羽がコーヒーを飲むかどうかを賭けの対象に選ぶがことごとく負け、マンハッタンが「都会の隠れ家」から遠のいていくのを嘆いている。忍君によると売り上げは上がっているらしい。常連客の間で待ち合わせの場所として重宝されていることを本人は知らない。「刑事コロンボ」の大ファンである。
普段は極めて無口（客への挨拶も小声なので聞こえないことが多い）で無表情を堅持し、店長自身秘密を好むこともあって、客のプライベートに干渉しない姿勢を演じているが、実際は心の中では客同士の会話にツッコミを入れたり勝手に客同士の関係を心配したりと好奇心は人一倍強い。
心配が嵩じて興奮状態になると超人的行動を取ることがあり、その時だけは饒舌になりコーヒーに例えて話す。決め台詞は「私の人生と経験と魂をこめて言わせてもらう」。店の客に対して姿を隠しているので、客側は店長の声を聞いたことが無いこともあり（忍でも聞くことが少ない）店長と気づくことはない。また店を出ていくときは必ずウェハースを買いにいくと言って出て行く（一度タバスコになったが忍君が買ってきたため「ウェハース!!」と逆切れした）。
髭は付け髭で、当初は気が付いていたのは忍だけだったが、後に常連客の全てが知ってしまい「ヒゲの人」や「万次郎」との呼び名も生まれる。
本名は「ハロルド山田」。
赤羽 伸子（タクシー運転手）
演 - 小泉今日子
タクシー業界のアイドル「タクドル」。36歳。もうすぐ37歳。恋愛相関図は彼女（A）から始まる（一方で演じる小泉はクレジットではトメである）。
千倉脚本による恋愛ドラマの熱烈なファンで、マンハッタンで千倉先生と知り合ったことを契機に、マンハッタンで千倉ドラマを一緒に見る仲になる。千倉ドラマのキャストでは赤いトレーナーの女のファンで、マンハッタンでロケが行われた時に自身のタクシーのボンネットにサインを書いて貰う。
マンハッタンでは大抵コーヒーを頼むが、ほとんどの場合は一口も飲まない。稀に飲むときは「うがい飲み」（Gの回で普通に飲んでいるが店長は見ていなかった）。船越が淹れたコーヒーは「美味しい」といって喜んで飲んでいる。元々店のメニューだったアイスコーヒーとアイスクリームを合わせてコーヒーフロートにしたのは赤羽が最初で、その後正式にメニューになる。
機嫌の悪いときは店長から「デビル赤羽」と恐れられ、非常に柄の悪い目つき・態度になり、熱烈なファンであるはずの千倉にも絡んでいく。
恋愛経験は浅く、唐突に大胆な行動に出るかと思えば、いざとなると臆病になる。
実は「赤羽伸子」は偽名。そして軽井沢夫人にハマるある理由が……。
別所 秀樹（振付師）
演 - 及川光博
通称「ベッシー」。31歳。気取った言動・行動が多く男性や一部の女性に鬱陶しがられている。多彩な女性関係を持つが、本人は「友達」と称している。伝えたいことをダンスで表現する癖があり、それも鬱陶しがられる一因だが、当人は全然気付いていない。
本場ハリウッドのミュージカルのオーディションに合格するほどの才能と実力があり、また何らかの武道の「黒帯」で、伊豆の熱川温泉でチンピラ3人を一蹴している。
千倉ドラマでは振り付けを担当しており、その時の気分で主人公「遠山ちゃん」にドラマとは無関係な振り付けを行うことが多々ある。振り付けに妙な歌詞をつけて指導する。
千倉 真紀（脚本家）
演 - 森下愛子
「 恋愛職人」「ロマンスの神様」と称される売れっ子脚本家。42歳。元々は女優を目指していたが挫折し、脚本家として成功する。大抵の場合、マンハッタンの決まった席（入り口に近い壁際）で執筆している。店長を「ヒゲの人」と呼ぶことがある。
テレビ局のロビーに視聴率が張り出されるまで自身の作品の人気度合いを知らなかった。視聴率が15%前後の時には「誰も見ていないのと一緒」と激怒するが……。
他人の過去の恋愛、特に不倫経験を聞きたがる。
土井垣 智（声優）
演 - 松尾スズキ
売れっ子の声優でドラマのナレーションやCMにも出演している。40歳。千倉とは彼女が女優を目指していた当時からの知り合いで、現在はかなりの親ばか。春子との間に子供が2人おり、千倉の強引な推薦で娘・あやめ（森本ゆうこ）が千倉ドラマに主人公の少女時代の役で出演する。
女性関係にだらしなく、春子と結婚した時点で離婚2回・子供2人。窮地に立つと極めていい加減で場当たり的な対応に終始する卑怯者と化す。
マンハッタンのテレビやカラオケ、各種新メニューの多くは、忍君を通じて彼がリクエストした。
土井垣 春子（声優）
演 - YOU
智の妻で旦那と同じく声優。千倉の女優時代の後輩で、土井垣とは「できちゃった結婚」だった。マンハッタンでナポリタンを食べた最初の人となる。不倫の件で離婚届けを出されたが子供が2人いるからとつき返した。「土井垣」は2人いるため恋愛相関図には「D´（~ダッシュ）」として描かれる。
江本 しおり（アナウンサー）
演 - 酒井若菜
通称「えもやん」。23歳。出身地の栃木野村訛りで素朴さを「売り」にするぶりっ子女子アナ（訛りは"演出"でちゃんと標準語で話せる）。
出会ったばかりの相手を食事に誘ったり、辛いときに親身に相談に乗ってくれた相手に恋するなど、惚れやすい性格。ドラマの進行と共に自分の気持ちに素直になっていく。一時は実家（喫茶店「コーヒー えもと」）に戻り、栃木野村駅にあるキオスクでアルバイトしていた（なぜかルーズソックス）。
船越 英一郎（俳優）
演 - 本人
二時間サスペンスの帝王として本人役を演じている。43歳。作中の千倉ドラマにも出演しており、本人が居ない場面では「船越」と呼び捨てにされ、邪険な扱いを受けている。作中ドラマ以外では第五話の最終場面でマンハッタンに初登場。店長を「マスター」と呼び、出されたコーヒーを絶賛、感動した店長から「ミスターマンハッタン」の称号を贈られる（ただし心の声で）。けっこう鬱陶しい性格。第六話以降は常連の一人としてレギュラー出演する。
愛妻家を自認し「えもやん」のアプローチを一旦は拒絶するが……。
蒲生 忍（マンハッタンのアルバイト）
演 - 塚本高史
「純喫茶マンハッタン」のアルバイトで唯一の店員。23歳。店長から「エスパー忍」と呼ばれるほど、店長の心の声に対して的確な受け答えをする。名字は「がもう」と読むが店長は読めなかった（その時店長はFにこだわっていたため、紙に「蒲団？」とも書いていた）。喋らない店長の代わりに客との会話を担当する。行動を起こすだけで場の空気が変わる不思議な力をもっている。行動によって時給が上下する。店長と同じようにコーヒーカップを握り割ったことが一度ある。
アマチュアバンド「少年レントゲン」のボーカル兼ギター担当。常連客からは「忍君」、「忍っち」と呼ばれるが……。
井堀 真彦（タクシー運転手）
演 - 尾美としのり
通称「イボリー」。赤羽の先輩運転手で運転手仲間では親分格。かなり下品。好物は「生肉」。マンハッタンに来ることは少ないが、いつの間にか常連の仲間に加わる。
「タクドル」赤羽のファンであるが、同時に「えもやん」の熱烈なファンでもある。
頭文字は"H"に続く"I"だが、店長とは男同士になるため恋愛相関図には登場しない。
再現ドラマの女
演 - 猫背椿
登場人物の過去の恋愛経験話に主人公役として登場する。赤羽・千倉・江本・蒲生忍を演じた。
軽井沢夫人・遠山
演 - 遠山景織子
作中の千倉ドラマ「軽井沢まで迎えにいらっしゃい」の主人公。船越を「ふなこっさん」と呼ぶ。マンハッタンに来たのはドラマの撮影が行われた時だけ。赤羽の過去の恋愛話にも出演した。
赤いトレーナーの女・池津
演 - 池津祥子
作中ドラマに登場する謎の女。必ず赤いトレーナーを着ている。マンハッタンでドラマの撮影が行われたときにウェハースを馬鹿食いした挙句に泥棒していた。
- 鈴木 大吉 - 岡田眞澄
- 江本 誠（しおりの父） - きたろう
- 江本しおりの母- 大島蓉子
- 蒲生忍の母 - 岩松了
- よしお - 深沢敦
- ロベルト近藤 - 山口智充
- 原ちゃん -  平岩紙
- 南監督 -  堀内健
- AD松枝 - 皆川猿時
- プロデューサー伴 - 藤原一裕（ライセンス）
- ディレクター釈 - 井本貴史（ライセンス）
- さつき - 望月麻衣
- ミドリ - 夏川純
- 土井垣 あやめ - 森本ゆうこ
- 土井垣 ゆうや - 加藤清史郎
- 蒲生忍の高校時代の家庭教師 - 金子昇
- CMキャラ - 内山信二
- バイト - 浅利陽介
- 緋田康人
- 堤幸彦
- 古田新太
- 城島茂
- ベッキー
- 佐藤隆太
- 忌野清志郎
- 塚地武雅
- 佐藤旭
- 宮崎吐夢
- 富澤タク
- 星野源
- 少路勇介

## スタッフ
- プロデュース - 磯山晶
- 脚本 - 宮藤官九郎
- 監督 - 土井裕泰、片山修、坪井敏雄
- 音楽 - 佐藤直紀
- 音楽プロデューサー - 志田博英
- 主題歌 - TOKIO「ラブラブ♥マンハッタン」（ユニバーサルミュージック）
  - 作詞：宮藤官九郎、作曲：富澤タク、編曲：富澤タク&KAM
  - ※Eの回で忍（塚本高史）が弾き語りで歌っている。
- 制作 - TBSエンタテインメント
- 製作 - TBS

## その他
- 店長は店内でほとんどしゃべらず、台詞は心の声（ナレーション）として処理されることが大半。第一話では小声であるが普通に「ごゆっくり、どうぞ」と声に出していたが、話が進むにつれ声を出さない傾向が強くなっていき、電話の受け答えすらままならない状態にまでなり、店長の生声を聞くことは常連客でも困難となる。一度赤羽さんに「おい!!」と言ったことがある。
- 店長がしゃべらないため、店長の名前も不明なままになっている（最終回の終盤で明かされる）。そのため謎の男（忌野清志郎）から八反万次郎（はったんまんじろう）とデタラメな名前を告げられた常連客は後々まで本名だと信じており、赤羽からは時々「万次郎さん」と呼ばれることがある。しかも「万次郎さん」と呼ばれても反論は心の声でなされるため、まるで「八反万次郎」という名前を認めているかのようなかっこうになっていた。
- 店長は常連客たちの恋の様子をカレンダーの裏に隠してある黒板に相関図を書いて整理している。黒板のことはバイトの蒲生忍にも秘密（実際は知られている）で、苗字の頭文字（アルファベット）を使っている。そのため蒲生が読めずに頭文字に悩むことがあった（蒲団に似ていることからFを想定したこともあった）。しかし最終的には店長の予想を裏切る形となった。
- 店長の心の声に時々登場する「全日本バリスタ選手権」のバリスタ（barista）とは、イタリア語で「エスプレッソを出す店（bar;バール）で働く人（ista）」という意味の言葉で、一般的に馴染みのあるバーテンダー（bartender:英語)「バー（bar）で働く人（tender）」と同じ語源の言葉。実態としては「バリスタ＝エスプレッソをいれる人」「バーテンダー＝カクテルを作る人」という意味で用いられている。2005年の世界大会（ワールドバリスタチャンピオンシップ2005 in シアトル）では、日本人が準優勝している。
- 同じく宮藤が脚本の『あまちゃん』（2013年、NHK連続テレビ小説）でも小泉と尾美が共演しており、尾美がタクシードライバーという役柄を演じている。
- 松岡が金曜ドラマ『大恋愛〜僕を忘れる君と』（2018年10月期）に出演した際、Paraviにおいて期間限定で初配信された[1]。

## 放送日程
| 各話                                                      | 放送日   | サブタイトル               | 演出     | 視聴率 |
| --------------------------------------------------------- | -------- | -------------------------- | -------- | ------ |
| 第1話                                                     | 10月09日 | A 君の瞳に恋してる         | 土井裕泰 | 10.0%  |
| 第2話                                                     | 10月16日 | B 二人だけのダンスパーティ | 片山修   | 8.3%   |
| 第3話                                                     | 10月23日 | C ロマンスの神様           | 土井裕泰 | 7.9%   |
| 第4話                                                     | 10月30日 | D ハリウッドスキャンダル   | 片山修   | 7.2%   |
| 第5話                                                     | 11月06日 | E お魚になった私           | 土井裕泰 | 7.9%   |
| 第6話                                                     | 11月13日 | F・G 少年レントゲン        | 坪井敏雄 | 5.2%   |
| 第7話                                                     | 11月20日 | H 君は薔薇より美しい       | 片山修   | 7.1%   |
| 第8話                                                     | 11月27日 | G 宇宙のファンタジー       | 土井裕泰 | 5.6%   |
| 第9話                                                     | 12月04日 | C 恋のハッピーデート       | 坪井敏雄 | 6.0%   |
| 第10話                                                    | 12月11日 | B 恋人がサンタクロース     | 片山修   | 6.9%   |
| 最終話                                                    | 12月18日 | A 君の名は                 | 土井裕泰 | 7.0%   |
| 平均視聴率 7.2%（視聴率は関東地区・ビデオリサーチ社調べ） |          |                            |          |        |

- 第3話がオンエアされた10月23日は、プロ野球日本シリーズ第4戦が大幅に延長したため、1時間50分遅れで23:50からのスタートとなった。

## 受賞
- 第39回ザテレビジョンドラマアカデミー賞[2][3]
  - 最優秀作品賞
  - 助演女優賞（小泉今日子）
  - 脚本賞（宮藤官九郎）
  - 監督賞（土井裕泰、片山修、坪井敏雄）
  - キャスティング賞（磯山晶）
  - 劇中音楽賞（佐藤直紀）
  - タイトルバック賞（片山修）
  - 主題歌賞（「ラブラブ♥マンハッタン」TOKIO）

## 関連商品

### 書籍
- 宮藤官九郎『マンハッタンラブストーリー』（2003年12月19日、角川書店、ISBN 978-4048735094）

### DVD/Blu-ray
- 『マンハッタンラブストーリー DVD-BOX』（2004年3月12日、ジェネオンエンタテインメント）
- 『マンハッタンラブストーリー Blu-ray BOX』（2011年1月26日、ジェネオン・ユニバーサル）